# Boxe nos Jogos Pan-Americanos de 2023 - Qualificação
Abaixo estão o sistema de classificação e as nações classificadas para o Boxe nos Jogos Pan-Americanos de 2023, programado para ser realizado em Santiago, Chile, de 21 a 27 de outubro de 2023.

## Sistema de classificação
Um total de 130 boxeadores irão se classificar para competir nos Jogos (10 por evento). O país-sede (Chile) recebeu vagas de classificação automática. O restante das vagas foi distribuído através de vários torneios classificatórios.

## Linha do tempo
| Evento                                      | Data                                   | Local        |
| ------------------------------------------- | -------------------------------------- | ------------ |
| Jogos Pan-Americanos Júnior de 2021         | 29 de novembro - 4 de dezembro de 2021 | Cali         |
| Jogos Sul-Americanos de 2022                | 1 a 15 de outubro de 2022              | Assunção     |
| Jogos Centro-Americanos e do Caribe de 2023 | 23 de junho – 8 de julho de 2023       | San Salvador |
| Classificatório Pan-Americano de 2023       | 31 de julho - 8 de agosto de 2023      | Cali         |

## Sumário de classificação
Abaixo está o sumário de nações classificadas por categoria.
| NOC                                 | Masculino | Masculino | Masculino | Masculino | Masculino | Masculino | Masculino | Feminino | Feminino | Feminino | Feminino | Feminino | Feminino | Total |
| NOC                                 | 51 kg     | 57 kg     | 63,5 kg   | 71 kg     | 80 kg     | 92 kg     | +92 kg    | 50 kg    | 54 kg    | 57 kg    | 60 kg    | 66 kg    | 75 kg    | Total |
| ----------------------------------- | --------- | --------- | --------- | --------- | --------- | --------- | --------- | -------- | -------- | -------- | -------- | -------- | -------- | ----- |
| ANT Antígua e Barbuda               |           |           | X         |           |           | X         |           |          |          |          |          |          |          | 2     |
| ARG Argentina                       | X         |           | X         | X         | X         |           | X         | X        | X        | X        | X        | X        | X        | 11    |
| BAR Barbados                        | X         |           |           |           | X         |           |           |          |          |          |          |          | X        | 3     |
| BRA Brasil                          | X         | X         | X         | X         | X         | X         | X         | X        | X        | X        | X        | X        | X        | 13    |
| CAN Canadá                          | X         | X         | X         | X         | X         | X         | X         | X        | X        | X        | X        | X        | X        | 13    |
| CHI Chile                           | X         |           |           | X         | X         | X         | X         | X        | X        | X        |          |          |          | 8     |
| COL Colômbia                        | X         | X         | X         | X         | X         | X         | X         | X        | X        | X        | X        | X        | X        | 13    |
| CRC Costa Rica                      |           |           |           |           |           |           |           | X        | X        |          | X        | X        |          | 4     |
| CUB Cuba                            | X         | X         | X         | X         | X         | X         | X         |          |          | X        |          | X        | X        | 10    |
| DMA Dominica                        |           |           | X         |           |           |           | X         |          |          |          |          |          |          | 2     |
| ESA El Salvador                     |           |           | X         |           |           |           |           |          |          |          |          |          |          | 1     |
| ECU Equador                         | X         | X         |           | X         | X         | X         | X         | X        | X        |          | X        |          | X        | 10    |
| EAI Equipe de Atletas Independentes | X         | X         |           |           | X         |           |           | X        |          | X        |          |          |          | 5     |
| USA Estados Unidos                  | X         | X         | X         | X         | X         | X         | X         | X        | X        | X        | X        | X        | X        | 13    |
| GRN Granada                         |           |           | X         |           | X         |           |           |          |          |          |          |          |          | 2     |
| GUY Guiana                          |           | X         | X         |           | X         | X         |           |          |          |          |          | X        |          | 5     |
| HAI Haiti                           |           |           | X         | X         | X         |           |           | X        | X        |          |          |          |          | 5     |
| JAM Jamaica                         |           |           | X         |           | X         |           |           |          |          |          |          |          |          | 2     |
| MEX México                          | X         | X         | X         | X         |           | X         | X         | X        | X        | X        | X        |          | X        | 11    |
| PAN Panamá                          |           | X         | X         | X         |           |           |           | X        |          |          |          |          | X        | 5     |
| PAR Paraguai                        |           |           |           |           |           |           | X         |          |          | X        |          |          |          | 2     |
| PER Peru                            |           |           | X         |           |           |           |           |          |          | X        |          |          |          | 2     |
| PUR Porto Rico                      |           | X         |           | X         | X         |           |           | X        |          | X        |          | X        |          | 7     |
| DOM República Dominicana            | X         | X         | X         | X         | X         | X         |           | X        | X        | X        | X        | X        | X        | 12    |
| TTO Trinidad e Tobago               | X         |           |           | X         |           |           | X         |          |          |          | X        |          | X        | 5     |
| URU Uruguai                         |           | X         |           |           |           |           |           |          |          |          | X        |          |          | 2     |
| VEN Venezuela                       | X         | X         | X         | X         | X         |           |           | X        | X        | X        | X        | X        | X        | 11    |
| Total: 27 CONs                      | 14        | 14        | 18        | 15        | 17        | 11        | 11        | 15       | 12       | 14       | 12       | 11       | 13       | 177   |

## Masculino

### 51 kg
| Competição                                  | Vagas | Classificados                                                |
| ------------------------------------------- | ----- | ------------------------------------------------------------ |
| País-sede                                   | 1     | CHI Chile                                                    |
| Jogos Pan-Americanos Júnior de 2021         | 1     | CUB Cuba                                                     |
| Jogos Sul-Americanos de 2022                | 2     | ECU Equador COL Colômbia                                     |
| Jogos Centro-Americanos e do Caribe de 2023 | 2     | DOM República Dominicana BAR Barbados                        |
| Classificatório Pan-Americano de 2023       | 4     | VEN Venezuela GUA Guatemala TTO Trinidad e Tobago CAN Canadá |
| Entrada aberta                              | 4     | ARG Argentina BRA Brasil MEX México USA Estados Unidos       |
| TOTAL                                       | 14    |                                                              |

### 57 kg
| Competição                                  | Vagas | Classificados                                                  |
| ------------------------------------------- | ----- | -------------------------------------------------------------- |
| País-sede                                   | 1 0   | CHI Chile                                                      |
| Jogos Pan-Americanos Júnior de 2021         | 1     | USA Estados Unidos                                             |
| Jogos Sul-Americanos de 2022                | 2     | BRA Brasil ECU Equador                                         |
| Jogos Centro-Americanos e do Caribe de 2023 | 2     | COL Colômbia VEN Venezuela                                     |
| Classificatório Pan-Americano de 2023       | 4     | PUR Porto Rico URU Uruguai DOM República Dominicana GUY Guiana |
| Entrada aberta                              | 5     | CAN Canadá CUB Cuba GUA Guatemala MEX México PAN Panamá        |
| TOTAL                                       | 14    |                                                                |

### 63,5 kg
| Competição                                  | Vagas | Classificados |
| ------------------------------------------- | ----- | --- |
| País-sede                                   | 1 0   | CHI Chile |
| Jogos Pan-Americanos Júnior de 2021         | 1     | COL Colômbia |
| Jogos Sul-Americanos de 2022                | 2 1   | URU Uruguai PER Peru |
| Jogos Centro-Americanos e do Caribe de 2023 | 2     | DOM República Dominicana CUB Cuba |
| Classificatório Pan-Americano de 2023       | 4 3   | VEN Venezuela CAN Canadá MEX México ISV Ilhas Virgens Americanas                                                                                       |
| Entrada aberta                              | 11    | ANT Antígua e Barbuda ARG Argentina BRA Brasil DMA Dominica ESA El Salvador GRN Granada GUY Guiana HAI Haiti JAM Jamaica PAN Panamá USA Estados Unidos |
| TOTAL                                       | 18    | |

### 71 kg
| Competição                                  | Vagas | Classificados                                                               |
| ------------------------------------------- | ----- | --------------------------------------------------------------------------- |
| País-sede                                   | 1     | CHI Chile                                                                   |
| Jogos Pan-Americanos Júnior de 2021         | 1     | USA Estados Unidos                                                          |
| Jogos Sul-Americanos de 2022                | 2     | BRA Brasil COL Colômbia                                                     |
| Jogos Centro-Americanos e do Caribe de 2023 | 2     | MEX México COL Colômbia                                                     |
| Classificatório Pan-Americano de 2023       | 4     | PUR Porto Rico CAN Canadá TTO Trinidad e Tobago HAI Haiti                   |
| Entrada aberta                              | 5     | ARG Argentina DOM República Dominicana ECU Equador PAN Panamá VEN Venezuela |
| TOTAL                                       | 15    |                                                                             |

### 80 kg
| Competição                                  | Vagas | Classificados                                                                                  |
| ------------------------------------------- | ----- | ---------------------------------------------------------------------------------------------- |
| País-sede                                   | 1     | CHI Chile                                                                                      |
| Jogos Pan-Americanos Júnior de 2021         | 1     | CUB Cuba                                                                                       |
| Jogos Sul-Americanos de 2022                | 2     | BRA Brasil ARG Argentina                                                                       |
| Jogos Centro-Americanos e do Caribe de 2023 | 2     | DOM República Dominicana COL Colômbia                                                          |
| Classificatório Pan-Americano de 2023       | 4     | CAN Canadá GUY Guiana GUA Guatemala ECU Equador                                                |
| Entrada aberta                              | 7     | BAR Barbados GRN Granada HAI Haiti JAM Jamaica PUR Porto Rico USA Estados Unidos VEN Venezuela |
| TOTAL                                       | 17    |                                                                                                |

### 92 kg
| Competição                                  | Vagas | Classificados                                       |
| ------------------------------------------- | ----- | --------------------------------------------------- |
| País-sede                                   | 1     | CHI Chile                                           |
| Jogos Pan-Americanos Júnior de 2021         | 1     | CUB Cuba                                            |
| Jogos Sul-Americanos de 2022                | 2     | ECU Equador BRA Brasil                              |
| Jogos Centro-Americanos e do Caribe de 2023 | 2     | COL Colômbia DOM República Dominicana               |
| Classificatório Pan-Americano de 2023       | 4 2   | MEX México CAN Canadá VEN Venezuela                 |
| Entrada aberta                              | 3     | ANT Antígua e Barbuda GUY Guiana USA Estados Unidos |
| TOTAL                                       | 11    |                                                     |

- Apenas três atletas competiram no classificatório final.

### +92 kg
| Competição                                  | Vagas | Classificados                                    |
| ------------------------------------------- | ----- | ------------------------------------------------ |
| País-sede                                   | 1     | CHI Chile                                        |
| Jogos Pan-Americanos Júnior de 2021         | 1     | COL Colômbia                                     |
| Jogos Sul-Americanos de 2022                | 2     | BRA Brasil ECU Equador                           |
| Jogos Centro-Americanos e do Caribe de 2023 | 2     | CUB Cuba TTO Trinidad e Tobago                   |
| Classificatório Pan-Americano de 2023       | 4 3   | CAN Canadá MEX México VEN Venezuela PAR Paraguai |
| Entrada aberta                              | 3     | ARG Argentina DMA Dominica USA Estados Unidos    |
| TOTAL                                       | 11    |                                                  |

## Feminino

### 50 kg
| Competição                                  | Vagas | Classificados                                                             |
| ------------------------------------------- | ----- | ------------------------------------------------------------------------- |
| País-sede                                   | 1     | CHI Chile                                                                 |
| Jogos Pan-Americanos Júnior de 2021         | 1     | USA Estados Unidos                                                        |
| Jogos Sul-Americanos de 2022                | 2     | COL Colômbia BRA Brasil                                                   |
| Jogos Centro-Americanos e do Caribe de 2023 | 2     | GUA Guatemala CRC Costa Rica                                              |
| Classificatório Pan-Americano de 2023       | 4     | MEX México ECU Equador CAN Canadá PUR Porto Rico                          |
| Entrada aberta                              | 5     | ARG Argentina DOM República Dominicana HAI Haiti PAN Panamá VEN Venezuela |
| TOTAL                                       | 15    |                                                                           |

### 54 kg
| Competição                                | Vagas | Classificados                         |
| ----------------------------------------- | ----- | ------------------------------------- |
| País-sede                                 | 1     | CHI Chile                             |
| Jogos Pan-Americanos Júnior de 2021       | 1     | COL Colômbia                          |
| Jogos Sul-Americanos de 2022              | 2     | BRA Brasil VEN Venezuela              |
| 2023 Central American and Caribbean Games | 2     | DOM República Dominicana MEX México   |
| Classificatório Pan-Americano de 2023     | 4 3   | CAN Canadá ECU Equador CRC Costa Rica |
| Entrada aberta                            | 2     | ARG Argentina USA Estados Unidos      |
| TOTAL                                     | 11    |                                       |

- Apenas três atletas competiram no classificatório final.

### 57 kg
| Competição                                  | Vagas | Classificados                                              |
| ------------------------------------------- | ----- | ---------------------------------------------------------- |
| País-sede                                   | 1     | CHI Chile                                                  |
| Jogos Pan-Americanos Júnior de 2021         | 1     | USA Estados Unidos                                         |
| Jogos Sul-Americanos de 2022                | 2     | BRA Brasil COL Colômbia                                    |
| Jogos Centro-Americanos e do Caribe de 2023 | 2     | PUR Porto Rico CUB Cuba                                    |
| Classificatório Pan-Americano de 2023       | 4     | VEN Venezuela CAN Canadá PAR Paraguai GUA Guatemala        |
| Entrada aberta                              | 4     | ARG Argentina DOM República Dominicana MEX México PER Peru |
| TOTAL                                       | 14    |                                                            |

### 60 kg
| Competição                                  | Vagas | Classificados                                               |
| ------------------------------------------- | ----- | ----------------------------------------------------------- |
| País-sede                                   | 1 0   | CHI Chile                                                   |
| Jogos Pan-Americanos Júnior de 2021         | 1     | COL Colômbia                                                |
| Jogos Sul-Americanos de 2022                | 2     | URU Uruguai VEN Venezuela                                   |
| Jogos Centro-Americanos e do Caribe de 2023 | 2     | DOM República Dominicana MEX México                         |
| Classificatório Pan-Americano de 2023       | 4     | ECU Equador TTO Trinidad e Tobago CRC Costa Rica CAN Canadá |
| Entrada aberta                              | 3     | ARG Argentina BRA Brasil USA Estados Unidos                 |
| TOTAL                                       | 12    |                                                             |

### 66 kg
| Competição                                  | Vagas | Classificados                                        |
| ------------------------------------------- | ----- | ---------------------------------------------------- |
| País-sede                                   | 1 0   | CHI Chile                                            |
| Jogos Pan-Americanos Júnior de 2023         | 1     | USA Estados Unidos                                   |
| Jogos Sul-Americanos de 2022                | 2     | BRA Brasil ARG Argentina                             |
| Jogos Centro-Americanos e do Caribe de 2023 | 2     | PUR Porto Rico DOM República Dominicana              |
| Classificatório Pan-Americano de 2023       | 4     | COL Colômbia CAN Canadá VEN Venezuela CRC Costa Rica |
| Entrada aberta                              | 2     | CUB Cuba GUY Guiana                                  |
| TOTAL                                       | 11    |                                                      |

### 75 kg
| Competição                                  | Vagas | Classificados                                                                     |
| ------------------------------------------- | ----- | --------------------------------------------------------------------------------- |
| País-sede                                   | 1 0   | CHI Chile                                                                         |
| Jogos Pan-Americanos Júnior de 2021         | 1     | VEN Venezuela                                                                     |
| Jogos Sul-Americanos de 2022                | 2     | PAN Panamá COL Colômbia                                                           |
| Jogos Centro-Americanos e do Caribe de 2023 | 2     | MEX México CUB Cuba                                                               |
| Classificatório Pan-Americano de 2023       | 4 3   | CAN Canadá ECU Equador TTO Trinidad e Tobago                                      |
| Entrada aberta                              | 5     | ARG Argentina BAR Barbados BRA Brasil DOM República Dominicana USA Estados Unidos |
| TOTAL                                       | 13    |                                                                                   |

- Apenas três atletas competiram no classificatório final.